# 李宏惠
李宏惠（1886年—1957年），曾用名李容恢、李云麾，笔名寄缘、茹荼，字常定，男，祖籍江西临川，生于广西临桂，中国民主革命者。中央文史研究馆馆员。

## 生平
1886年阴历四月初九生广西临桂县。原名李容恢。1905年在广西加入同盟会。1906年毕业于广西师范学堂。历任南京两江优级师范学堂讲义管理员、江南高等巡警学堂文案兼教习，创办《南风报》，宣传革命。1911年4月参加同盟会广州起义，失败后加入学生军，出师武昌。民国成立后，回江西襄办国民党党务。旅赴南洋等地筹集革命资金，担任《苏门答腊》日报笔政。1916年冬回国，在广州等地任报纸编辑。1928年随兵北伐，同年6月至7月任山东聊城县县长，还担任过昌邑和江苏涟水县长。抗日战争爆发后，任江苏省省会救济院院长。南京失守后，避难桂林。住宅遭敌机炸毁后前往重庆避难。先后任中華民國教育部特约编辑，國立編譯館临时编译，重庆国立边疆学校，江津第九中学和内江沱江中学教员。
1949年由川至沪，1951年抵京，1952年6月受聘为中央文史研究馆馆员。1957年11月13日病逝。

## 著作
著有《柳于厚永州八记疏》（1948年，成都）、《大学贯释》等。

## 亲属
李宏惠的堂兄李瑞清为著名国画家。李宏惠的外孙女李承仙为敦煌学家。